# Maximí de Trèveris
Maximí de Trèveris (Silly, prop de Poitiers, Gàl·lia, s. III — Poitiers, 12 de setembre de 346) va ésser el cinquè bisbe de Trèveris, consagrat cap al 341 o 342. És venerat com a sant per diverses confessions cristianes.

## Biografia

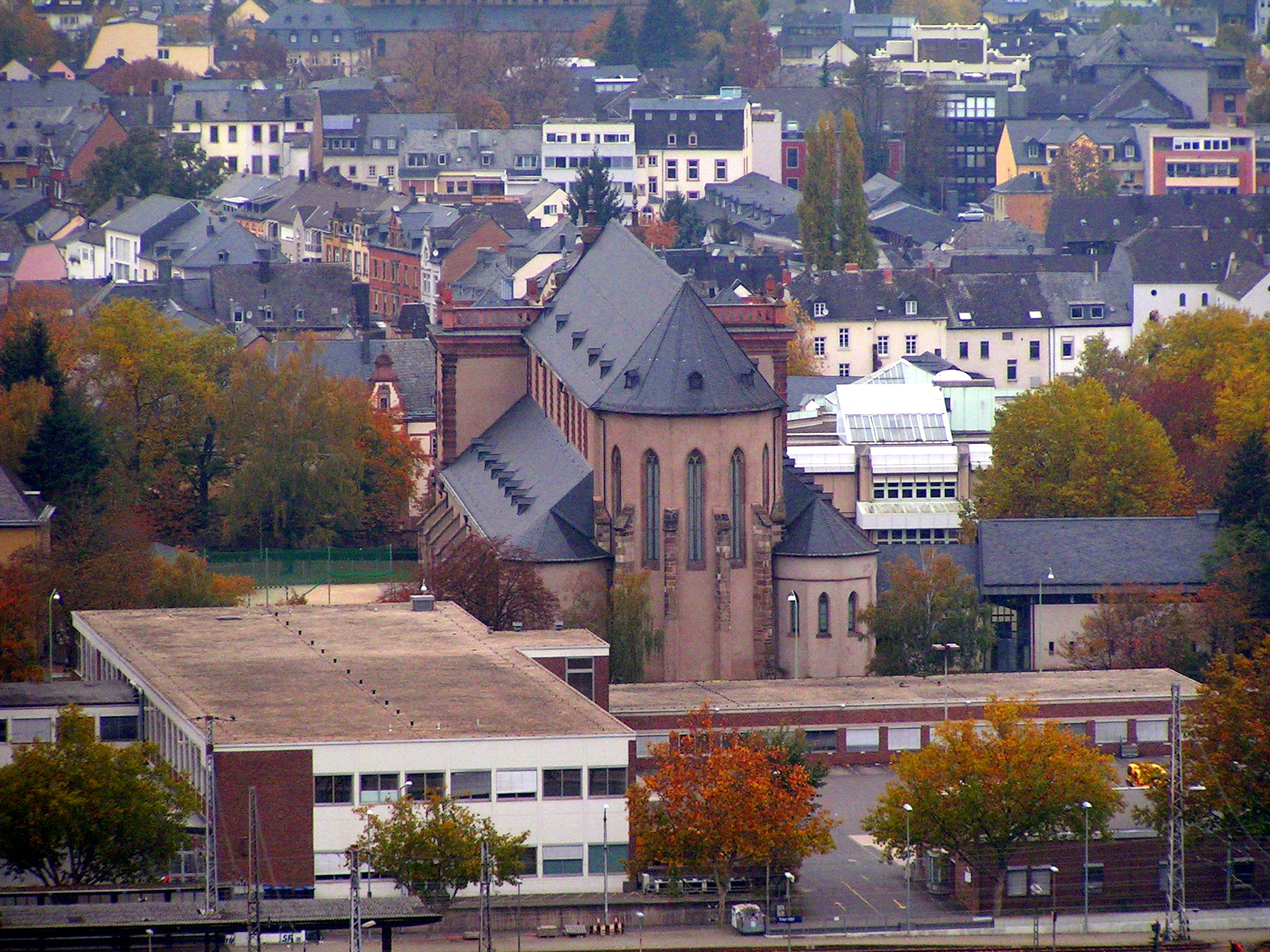
Restes de l'antiga abadia de Sant Maximí (Trèveris)

Maximí s'oposà a l'arrianisme i va tenir el suport de les corts dels emperadors Flavi Claudi Constantí i Flavi Juli Constant. Va acollir com a hoste Atanasi d'Alexandria quan va estar exiliat en 336-37, abans d'ésser bisbe, i de nou en 343. En la polèmica sobre l'arrianisme, va començar en el partit de Pau de Constantinoble; prengué part al concili de Sardica convocat per Juli I (ca. 342), i quan quatre bisbes arrians van arribar des d'Antioquia a Trèveris per tal de convèncer Constant i obtenir-ne el suport, Maximí no va voler rebre'ls i va fer que l'emperador no accedís a la seva proposta.

## Veneració
Maximí fou enterrat al cementiri fora muralla del nor de Trèveris, a la cripta de l'església dedicada a Sant Joan Evangelista, que es va dedicar al bisbe i esdevingué l'Abadia de Sant Maximí. Gregori de Tours ja parla del culte a la tomba del sant. L'abadia va ésser destruïda pels normands en 882 i reedificada. Secularitzada el 1802 i destruïda en un bombardeig durant la Segona Guerra Mundial.
El seu culte s'estengué principalment per la regió de Trèveris i Alsàcia. Era invocat com a protector contra el perjuri, len els viatges per mar i contra les pluges.

## Llegenda de Maximí i Maria Magdalena
Al llarg de l'Edat mitjana, s'anà desenvolupant, al sud de França, una tradició al voltant d'un suposat viatge de Maria Magdalena, Marta i Llàtzer de Betània, que s'hi establirien a la zona d'Ais de Provença. A partir de la figura de Maximí de Trèveris, es va crear la figura de Maximí, que els va acompanyar.
Segons aquesta tradició, Maximí era un dels Setanta deixebles i fugint de Palestina va arribar a les Santes Maries de la Mar (Provença), prop d'Arle. D'allí anà a predicar a Ais de Provença, on es convertí en bisbe.